# Dywan (rada doradcza)

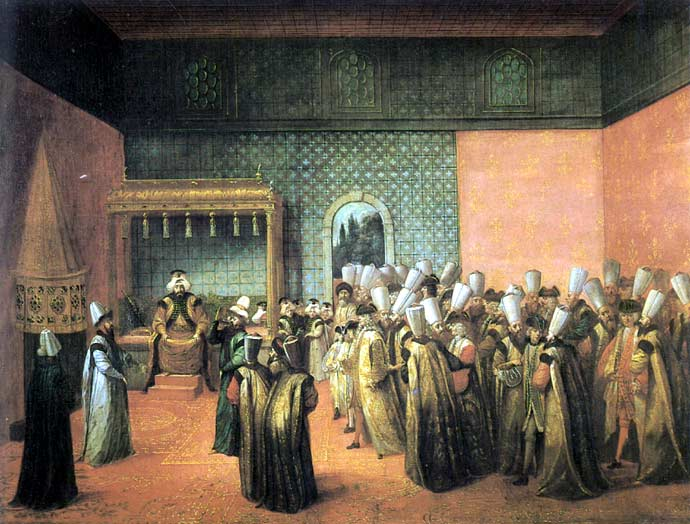
Sułtan Ahmed III udziela audiencji francuskiemu ambasadorowi w swoim Dywanie dnia 10 października 1724 roku, malował Jean-Baptiste van Mour

Dywan (tur. Divan, ar. ديوان, Diwan – „rejestr”, „administracja”, „kancelaria”, „rada przyboczna”) – rada doradcza muzułmańskich władców (między innymi sułtana Imperium Osmańskiego i chana Chanatu Krymskiego) bądź dygnitarzy (np. osmańskich paszów). Dywanem nazywana jest również namiastka rządu lub sejmu w krajach podbitych przez Turków, np. Wołoszczyzny i Mołdawii.

## Dywanw Imperium Osmańskim
Dywan sułtana w imperium Osmańskim najczęściej obradował w pałacach sułtana znajdujących się w Stambule. Mniejsze dywany, zlokalizowane i obradujące w mniejszych pałacach, mieli też paszowie osmańscy.
Dywan, kierowany zwykle przez wielkiego wezyra, składał się z 4 do 11 wezyrów, ponadto w jego skład wchodził także aga (przywódca) janczarów oraz wielu innych urzędników i najważniejszych przedstawicieli religijnych w państwie. Wezyr odpowiadał dzisiejszemu ministrowi, a wielki wezyr premierowi. Obowiązkiem wielkiego wezyra było informowanie sułtana o postanowieniach rady. Sułtan nie musiał brać ich pod uwagę, czasami sam zwoływał dywan, aby przekazać wezyrom najnowsze wiadomości bądź wydać im polecenia.

## Dywanw Chanacie Krymskim
W Chanacie krymskim Dywan pełnił podobne funkcje co w Imperium osmańskim, z tą różnicą, że przywódcą był chan. Zasiadali w nim przede wszystkim jego następcy, kałga, nurredin i sułtan oraz karacze (odpowiednicy dzisiejszych ministrów), czyli bejowie najważniejszych rodów arystokratycznych w chanacie oraz wezyr, główny administrator i organizator w Pałacu chańskim. Poza nimi zasiadali tam inni najważniejsi urzędnicy i przedstawiciele religijni w państwie.
Chan musiał liczyć się ze zdaniem Dywanu, szczególnie z głosami wodzów najważniejszych rodzin na Krymie, którzy mieli wielki wpływ na politykę zagraniczną i wewnętrzną kraju. Bejowie ci posiadali własne armie, które mogły przeciwstawić się armii chańskiej. Poza tym karacze ci potrafili często spiskować, aż na dworze sułtańskim, przeciwko konkretnemu chanowi.